# Sajira (plaats)
Sajira is een bestuurslaag in het regentschap Lebak van de provincie Banten, Indonesië. Sajira telt 2756 inwoners (volkstelling 2010).